# Col de Labays
Le col de Labays (prononciation Labaïs) est un col de montagne situé entre le pic Soulaing (1 589 m) et le pic de Guillers (1 597 m) en vallée de Barétous, dans le département des Pyrénées-Atlantiques.

## Géographie

### Topographie
Il sépare le plateau de Chousse où coule le Vert d'Arette et le vallon des Arrigaux dans la vallée du gave d'Issaux en amont de Lourdios.